# سقوط نظام الأسد
انهار نظام الأسد في 8 كانون الأول/ديسمبر 2024 خلال هجوم واسع شنته قوات المعارضة. قادت هيئة تحرير الشام هذا الهجوم، بدعم أساسي من الجيش الوطني السوري المدعوم من تركيا، في إطار الحرب الأهلية السورية المستمرة التي بدأت مع الثورة السورية عام 2011. شكلت سيطرة المعارضة على العاصمة دمشق نهاية لحكم عائلة الأسد، التي حكمت سوريا بنظام شمولي وراثي منذ استيلاء حافظ الأسد على السلطة عام 1971 إثر انقلاب عسكري.
مع تقدم قوات المعارضة نحو دمشق، وردت تقارير تفيد بأن بشار الأسد فر من العاصمة على متن طائرة إلى روسيا، حيث انضم إلى عائلته التي كانت بالفعل في المنفى، وحصل على اللجوء هناك. وبعد مغادرة الأسد، أعلنت قوات المعارضة انتصارها عبر التلفزيون الرسمي. في الوقت نفسه، أكدت وزارة الخارجية الروسية استقالة الأسد ومغادرته سوريا.
أثار الانهيار السريع لنظام الأسد صدمة وذهولًا في جميع أنحاء العالم، بما في ذلك بين الشعب السوري. وأفادت تقارير بأن مقاتلي المعارضة أنفسهم تفاجؤوا بسرعة انهيار الحكومة السورية عقب هجومهم. ورأى المحللون أن هذا الحدث يمثل ضربة كبيرة لمحور المقاومة الإيراني، نظرًا لاستخدام سوريا نقطة عبور لإمداد حليفهم حزب الله بالسلاح والعتاد.

## خلفية
حكمت عائلة الأسد سوريا منذ عام 1971، عندما استولى حافظ الأسد على السلطة وأصبح رئيسًا لسوريا تحت حكم حزب البعث السوري. وبعد وفاته في حزيران/يونيو 2000، خلفه ابنه بشار الأسد.
بنى حافظ الأسد نظامه الحكومي بيروقراطية تميزت بعبادة شخصية واضحة. كانت الصور والاقتباسات والإشادات بالأسد معروضة في كل مكان من المدارس إلى الأسواق العامة والمكاتب الحكومية. ويشار إليه باسم "القائد الخالد" و"المقدس". أعاد الأسد تنظيم المجتمع السوري على أسس عسكرية، واستخدم باستمرار خطابًا تآمريًا حول مخاطر المؤامرات المدعومة من الخارج بمساعدة الطابور الخامس، وروج للقوات المسلحة كجانب مركزي في الحياة العامة.

بعد استيلاء حافظ الأسد على السلطة في عام 1970، روجت الدعاية الحكومية لخطاب وطني جديد يقوم على توحيد السوريين تحت "هوية بعثية واحدة"، بالإضافة إلى الأسدية. قامت الميليشيات الموالية بشدة المعروفة باسم الشبيحة بتأليه الأسد وممارسة الحرب النفسية ضد السكان المعارضيين.

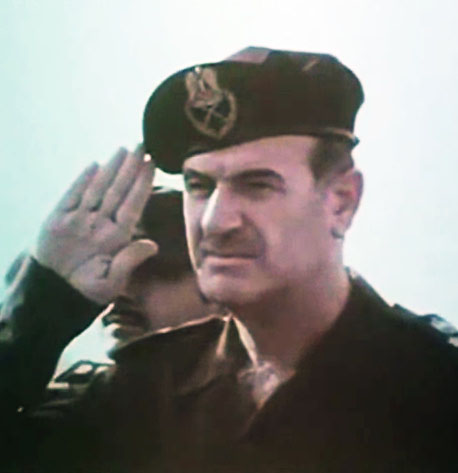
الرئيس السوري السابق حافظ الأسد بالزي العسكري في الثمانينات في فترة حربه ضد جماعة الاخوان المسلمين و الطليعة و تدخله في الحرب الأهلية في لبنان

### بشار الأسد
بعد وفاة والده حافظ، ورث عبادة الشخصية ابنه وخليفته بشار الأسد الذي أشاد به الحزب باعتباره «القائد الشاب» و«أمل الشعب». تأثرت الدعاية الرسميّة بشدّة بنموذج أسرة كيم الكورية الشمالية، وتنسب السمات الإلهية إلى عائلة الأسد؛ ويحترم بطاركة الأسد باعتبارهم الآباء المؤسسين لسوريا الحديثة.
في عام 2011، دعت الولايات المتحدة والاتحاد الأوروبي وأغلبية الدول العربية إلى استقالة الأسد بعد القمع ضد المتظاهرين في الربيع العربي خلال أحداث الثورة السورية التي أدت إلى الحرب الأهلية السورية. قُتل في الحرب الأهلية نحو 580,000 شخص، من بينهم ما لا يقل عن 306,000 حالة وفاة مدنية؛ وفقًا للشبكة السورية لحقوق الإنسان، تسببت القوات الموالية لأسد في أكثر من 90% من تلك الوفيات المدنية. ارتكبت حكومة الأسد العديد من جرائم الحرب خلال الحرب الأهلية السورية، وأجرى جيش الأسد، القوات المسلحة السورية، العديد من الهجمات بأسلحة كيميائية. كان أكثر الهجمات الكيميائية دموية هجوم غاز السارين في مجزرة الغوطة في 21 آب/أغسطس 2013، مما أسفر عن مقتل ما بين 281 و1729 شخصًا.
في كانون الأول/ديسمبر 2013، أعلنت مفوضة الأمم المتحدة السامية لحقوق الإنسان نافانيثيم بيلاي أن نتائج تحقيق أجرته الأمم المتحدة تورط الأسد في جرائم الحرب. اختتمت التحقيقات التي أجرتها آلية التحقيق المشتركة بين منظمة حظر الأسلحة الكيميائية والاتحاد الدولي للطاقة الذرية على التوالي إلى أن حكومة الأسد هي المسؤولة عن هجوم خان شايخون في عام 2017 وهجوم دوما الكيميائي في عام 2018. في 15 تشرين الثاني/نوفمبر 2023، أصدرت فرنسا مذكرة توقيف ضد الأسد بسبب استخدام أسلحة كيميائية محظورة ضد المدنيين في سوريا. ونفى الأسد مزاعم هذه الاتهامات واتهم الدول الأجنبية وخاصة الولايات المتحدة بمحاولة تغيير النظام.

## ما بعد سقوط النظام

### الانتقال السياسي للسلطة
قال قائد هيئة تحرير الشام، أحمد الشرع إن المؤسسات العامة السورية لن تُسلم على الفور إلى القوات العسكرية التابعة لها، بل ستظل مؤقتًا تحت إدارة رئيس الوزراء السوري محمد غازي الجلالي حتى إتمام الانتقال السياسي الكامل. أعلن الجلالي في فيديو عبر وسائل التواصل الاجتماعي أنه يخطط للبقاء في دمشق والتعاون مع الشعب السوري، معبرًا عن أمله في أن تصبح سوريا "دولة طبيعية" وتبدأ في الانخراط في الدبلوماسية مع الدول الأخرى. ووصف الشرع الأحداث بأنها "فصل جديد في تاريخ المنطقة" وأدان دور سوريا باعتبارها "ساحة لأطماع إيران" التي تتسم بالطائفية والفساد.

الرئيس السوري السابق بشار الأسد ورث السلطة عن أبيه في عام 2000م رغم أن عمره آنذاك يبلغ 34 سنة أقل بستة أعوام من العمر المطلوب للترشح للرئاسة حسب الدستور السوري

عينت القيادة العامة السورية محمد البشير رئيس حكومة الإنقاذ السورية رئيسًا جديدًا لحكومة الانتقال السورية في 10 كانون الأول/ديسمبر 2024. وأكدت هيئة تحرير الشام أنها ستعمل على حماية المسيحيين والأقليات الأخرى وتتيح لهم ممارسة ديانتهم بحرية. في 31 كانون الأول/ديسمبر، التقى الشرع مع كبار قادة الكنيسة السورية في قصر الشعب. وفي 29 كانون الثاني/يناير 2025، خلال مؤتمر انتصار الثورة السورية في دمشق، عينت القيادة العامة السورية أحمد الشرع رئيسًا للفترة الانتقالية بعد أن شغل دور القائد الفعلي عقب سقوط نظام الأسد.

### الغزو الإسرائيلي
بدأ الجيش الإسرائيلي غزو عسكري في محافظة القنيطرة السورية. وصعدت وحدات مدرعة إلى المنطقة العازلة بين مرتفعات الجولان التي تحتلها إسرائيل وبقية سوريا. كانت هذه هي المرة الأولى منذ 50 عامًا التي تعبر فيها القوات الإسرائيلية الخط البنفسجي السوري، في أعقاب اتفاقات وقف إطلاق النار المعقودة في 31 أيار/مايو 1974 في أعقاب حرب أكتوبر.
قال رئيس الوزراء الإسرائيلي، بنيامين نتنياهو، إن اتفاق الحدود 1974 مع سوريا لم يعد ساري المفعول، وأمر جيش الإحتلال الإسرائيلي بإعادة احتلال الخط البنفسجي، الذي انسحب منه الجيش الإسرائيلي في عام 1974.
بالإضافة إلى ذلك، كان يشتبه في أن إسرائيل قد نفذت غارات جوية في سوريا، استهدفت مطار المزة العسكري في منطقة المزة.

### محاولة مزعومة لإقامة دولة علوية

خريطة هجمات المعارضة السورية في عام 2024.

بعد الهجمات التي شنها المتمردون في كانون الأول/ديسمبر 2024 وسقوط نظام الأسد، ظهرت تكهنات جديدة من بعض المحللين حول إمكانية إحياء دولة علوية بدعم روسي. كانت محافظتا اللاذقية وطرطوس (المعروفة تاريخيًا بأنها الأراضي العلوية) ولفترة قصيرة بعد سقوط دمشق بيد المتمردين هما الجزئين الوحيدين من سوريا اللذين لم يسيطر عليهما المتمردون. شكلت بعض القرى العلوية في تلك المناطق لجان دفاع ذاتي وأقامت نقاط تفتيش، ولكن لم تتحقق فكرة إنشاء معقل وطني للأسديين هناك، جزئيًا بسبب المواقف المتباينة للسكان العلويين تجاه المتمردين بقيادة هيئة تحرير الشام.
وفقًا للمرصد السوري لحقوق الإنسان، سعى الأسد إلى إقامة دولة علوية على الساحل السوري كخطة بديلة في حال فقدان سيطرته على بقية أنحاء البلاد. وكان الهدف من هذه الدولة الساحلية أن تكون معقلًا لنظامه.
ويُزعم أن روسيا، الحليف الأساسي للأسد، رفضت هذه الخطة باعتبارها محاولة لتقسيم سوريا. وأكد المرصد السوري لحقوق الإنسان أن الأسد فر إلى روسيا على متن طائرته بعد اعتراضه على هذه المقترحات.

### اشتباكات مع أنصار الأسد
بين أواخر تشرين الثاني/نوفمبر وأوائل كانون الأول/ديسمبر 2024، دارت عدة اشتباكات بين موالي الأسد وقوات الحكومة السورية الانتقالية، وذلك في معاقل محافظة طرطوس واللاذقية ذات الأغلبية العلوية، وكذلك في محافظات حماة وحمص الغربية.

## ردود الفعل

### محليا في سوريا
أعلن رئيس الائتلاف الوطني السوري هادي البحرة الأحد سقوط بشار الأسد.
أعلنت هيئة تحرير الشام القوة المعارضة الأساسية التي شاركت في الإطاحة بالأسد، أن سوريا «تحرّرت» بعد رحيل الأسد. وأصدرت المجموعة بيانات عبر منصات التواصل الاجتماعي تعلن عن انتهاء ما أسمته «العصر المظلم» ووعدت بـ «سوريا جديدة» حيث «يعيش الجميع في سلام وتسود العدالة». وخاطبت بياناتهم على وجه التحديد النازحين والسجناء السياسيين السابقين، ووجهت دعوات للعودة إليهم.

### دولي
- أفغانستان: هنأت وزارة الخارجية في حركة طالبان المعارضة السورية و«الشعب السوري»، متمنيةً «نظامًا سلميًا وموحدًا ومستقرًا».[45]
- كندا: حث رئيس الوزراء جاستن ترودو جميع الأطراف المعنية على احترام حقوق الإنسان وأشاد بنهاية الحكومة، قائلاً إن «سقوط دكتاتورية الأسد ينهي عقودًا من القمع الوحشي». وأضاف أن «فصلًا جديدًا لسوريا يمكن أن يبدأ هنا - فصل خالٍ من الإرهاب والمعاناة للشعب السوري».[46]
- فرنسا: أعلن الرئيس إيمانويل ماكرون أن «الدولة البربرية سقطت»، وأعرب عن التزام فرنسا «بأمن الجميع في الشرق الأوسط».[47]
- ألمانيا: وصف المستشار الألماني أولاف شولتس سقوط الأسد بأنه «خبر جيد»، في حين قالت وزيرة الخارجية الألمانية أنالينا بيربوك إن الأسد «يجب أن يُحاسب أخيرًا» على الجرائم الفظيعة التي ارتكبها ضد الشعب السوري.[48]
- إسبانيا: قال وزير الخارجية خوسيه مانويل ألباريس «إننا نريد أن يقرر السوريون مستقبلهم ونريده أن يكون سلمياً ومستقراً ويضمن سلامة أراضيه».[49]
- الصين: قال المتحدث باسم وزارة الخارجية الصينية في الثامن من كانون الأول/ديسمبر إن الحكومة الصينية «تتابع عن كثب الوضع في سوريا وتأمل أن يعود الاستقرار في أقرب وقت ممكن»، وأضاف «نحث الأطراف المعنية في سوريا على ضمان سلامة وأمن المؤسسات الصينية والموظفين الصينيين في سوريا».[50][51]
- الهند: دعت الحكومة الهندية إلى عملية السلام، وإلى «عملية سياسية سلمية وشاملة بقيادة سورية تحترم مصالح وتطلعات جميع قطاعات المجتمع السوري».[52]
- إيران: قالت وزارة الخارجية الإيرانية إن «تحديد مستقبل سوريا واتخاذ القرارات بشأن مصيرها هو مسؤولية الشعب السوري وحده».[53]
- روسيا: أكدت وزارة الخارجية الروسية أن الأسد استقال من الرئاسة وغادر سوريا إلى روسيا بعد إجراء محادثات مع الأطراف المتورطة في الصراع، مضيفة أن «روسيا لم تشارك في هذه المحادثات».[54][55]
- تركيا: أعرب الرئيس التركي رجب طيب أردوغان عن أمله في السلام والاستقرار في سوريا بعد ثلاثة عشر عامًا من الصراع. وقال وزير الخارجية التركي هاكان فيدان إن «سوريا وصلت إلى مرحلة حيث سيشكل الشعب السوري مستقبل بلاده».[54][56] وذكر فيدان في مؤتمر صحفي عقده في الدوحة أنه «لم تكن هناك اتصالات مع الأسد في أيامه الأخيرة»، مشيرًا إلى أن الرئيس التركي رجب طيب أردوغان «مدّ يده للنظام لتحقيق الوحدة الوطنية والسلام، لكن الأسد رفض ذلك».[57]
- أوكرانيا: قال وزير الخارجية الأوكراني أندريه سيبيا إن سقوط الأسد كان نتيجة حتمية للاعتماد على الدعم الروسي، مضيفًا أن الرئيس الروسي فلاديمير بوتين «يخون دائمًا أولئك الذين يعتمدون عليه».[58]
- العراق: أصدرت الحكومة العراقية بياناً رسمياً أكدت فيه على «ضرورة احترام الإرادة الحرة لجميع السوريين، وأهمية أمن سوريا وسلامة أراضيها والحفاظ على استقلالها».[59]
- فلسطين: قال رئيس السلطة الفلسطينية محمود عباس إن دولة فلسطين وشعبها يقفون «لجانب الشعب السوري الشقيق، واحترام ارادته وخياراته السياسية وبما يضمن أمنه واستقراره والحفاظ على منجزاته» وأكدت الرئاسة على ضرورة «احترام وحدة وسيادة وسلامة أراضي الجمهورية العربية السورية، والحفاظ على أمنها واستقرارها».[60]
- لبنان: أعلن الجيش اللبناني أنه يعزز وجوده على حدوده الشمالية والشرقية مع سوريا «في ضوء التطورات المتسارعة».[61]

واحتفل مئات الأشخاص في طرابلس وعكار شمال البلاد، وفي بر الياس، التي يسكنها في الغالب مسلمون سنة يعارضون حزب الله ونظام الأسد، بعد سقوط دمشق. كما اقتحم مكتب حزب البعث السوري في حلبا وإلقاء صورة الأسد ودعسها.
- مصر: قالت وزارة الخارجية المصرية أن مصر تقف لجانب الدولة والشعب السوري ودعمها لسيادة سوريا ووحدة وتكامل أراضيها ودعت جميع الأطراف السورية بكافة توجهاتها لـ«صون مقدرات الدولة ومؤسساتها الوطنية وتغليب المصلحة العليا للبلاد».[66]
- المغرب: قال وزير الشؤون الخارجية والتعاون الإفريقي والمغاربة المقيمين بالخارج ناصر بوريطة أن «المملكة المغربية تظل ملتزمة بموقفها الثابت الداعم لوحدة الأراضي السورية وسيادتها الوطنية ووحدة شعبها».[67]
- قطر: انتقد وزير الخارجية القطري الشيخ محمد بن عبد الرحمن آل ثاني افتقار الأسد للتحرك بشأن القضايا الاجتماعية والاقتصادية والسياسية خلال فترات انخفاض حدة القتال طوال الحرب. وفي تصريحاته حول حالة الحكومة السورية، أكد آل ثاني على أهمية إنشاء عملية سياسية جديدة والانخراط في الدبلوماسية مع الحكومة السورية الجديدة.[68]
- الأردن: أكد الملك عبد الله الثاني أن «الأردن يقف إلى جانب الشعب السوري ويحترم إرادته» واختياراته.[69]
- السعودية: أعربت وزارة الخارجية السعودية عن «رضاها عن الخطوات الإيجابية» في سوريا، ودعت المملكة العربية السعودية إلى «تضافر الجهود للحفاظ على وحدة سوريا وتماسك شعبها».[70]
- الإمارات العربية المتحدة: قال أنور قرقاش المستشار الدبلوماسي للرئيس الشيخ محمد بن زايد آل نهيان إن الأسد "فشل في استخدام خطوط النجاة التي ألقتها إليه مختلف الدول العربية"، وعزا انهيار الحكومة إلى "هذا الفشل السياسي الهائل".[71]
- المملكة المتحدة: قال رئيس الوزراء كير ستارمر إنه يرحب بسقوط «نظام الأسد الهمجي» ودعا إلى «السلام والاستقرار» في سوريا.[72]
- ليبيا: أكدت وزارة الخارجية الليبية انحيازها التام لمطالب الشعب السوري ووقوفها المبدئي مع ثورته، وشددت على ضرورة ضمان عودة آمنة للاجئين والنازحين، بما يكفل حماية حقوقهم، وأكدت أن هذه المرحلة «فرصة لتحقيق تطلعات السوريين في الحرية والكرامة، وبناء مستقبل آمن ومستقر لسوريا والمنطقة بأكملها».[73][74]
- الولايات المتحدة: قال الرئيس الأمريكي جو بايدن في خطاب له أن «روسيا وإيران وحزب الله أول مرة على الإطلاق لا تستطيع الدفاع عن هذا النظام البغيض في سوريا»، وأن «التحول في ميزان القوى في المنطقة يرجع لحد كبير إلى مزيج من العقوبات الدولية والوجود العسكري الأمريكي في سوريا لمحاربة داعش ودعم العمليات العسكرية الإسرائيلية ضد الجماعات المدعومة من إيران في المنطقة».[75] وقال نائب مساعد وزير الدفاع الأمريكي للشرق الأوسط، دانييل شابيرو، إنه «لا ينبغي لأحد أن يذرف الدموع على نهاية نظام الأسد»، مضيفًا أن الولايات المتحدة ستحافظ على وجود عسكري في شرق سوريا «لضمان الهزيمة الدائمة لداعش». وقال الرئيس الأمريكي المنتخب دونالد ترامب إن «الأسد رحل، لقد فر من بلاده» بسبب حقيقة أن «حامية الأسد»، روسيا، فقدت الاهتمام بسوريا بسبب حربها مع أوكرانيا.[48]
- إسرائيل: رحب رئيس الوزراء الإسرائيلي بنيامين نتنياهو بالأحداث وزعم إن نهاية نظام الأسد «هي نتيجة مباشرة للضربات التي وجهناها لإيران وحزب الله».[76]

### المنظمات
- الاتحاد الأوروبي: أشارت الممثلة العليا كايا كالاس إلى أن نهاية «دكتاتورية بشار» هي تطور إيجابي طال انتظاره، مضيفة أنها «تُظهر ضعف داعمي الأسد، روسيا وإيران».[48]
- الأمم المتحدة: قال الأمين العام للأمم المتحدة أنطونيو غوتيريش يوم الأحد إنه بعد 14 عامًا من الحرب الوحشية وسقوط النظام الدكتاتوري، يمكن للشعب السوري اليوم اغتنام فرصة تاريخية لبناء مستقبل مستقر وسلمي، فيما وصف المبعوث الخاص للأمم المتحدة إلى سوريا غير بيدرسون سقوط الأسد بأنه «لحظة فاصلة في تاريخ سوريا» وأعرب عن أمله في «السلام والمصالحة والكرامة والإدماج لجميع السوريين».[77]

## تحليلات
عزت الباحثة البارزة ناتاشا هول من برنامج الشرق الأوسط في مركز الدراسات الاستراتيجية والدولية انهيار الحكومة إلى إضعاف حلفاء الأسد التقليديين، مع تركيز روسيا على حربها في أوكرانيا ومواجهة إيران للتحديات الإقليمية. بالإضافة إلى ذلك، افترضت أن الظروف الاقتصادية الصعبة في سوريا، حيث يعيش قرابة 90 في المائة من السكان تحت خط الفقر ويعيش العديد منهم في مخيمات النازحين، ساهمت في تآكل الدعم الحكومي.
ولاحظ المحلل البارز جيروم دريفون من مجموعة الأزمات الدولية أن الأمر سيكون "صعباً للغاية" بالنسبة للمعارضة السورية أن تقرر نظاماً حاكماً جديداً في سوريا نظراً لتنوع قوى المعارضة السورية، مشيراً إلى أنه في حين أن "بعض المجموعات أكثر هيكلة وتنظيماً"، فإن مجموعات أخرى هي "كيانات أكثر محلية".

## الآثار

### الأثر الجيوسياسي
أدى سقوط نظام الأسد إلى صراع جيوسياسي معقد، حيث تتنافس القوى الإقليمية على النفوذ في سوريا التي أصبحت دولة مفككة. سعت دول مثل السعودية، ومصر، والإمارات، وتركيا، وقطر إلى تحقيق مصالح متضاربة، إذ تحاول مصر ودول الخليج منع صعود الفصائل الإسلامية، خصوصًا جماعة الإخوان المسلمين، بينما تدعم تركيا وقطر المجموعات المتعاطفة مع هذه الأيديولوجيات. من جهة أخرى، ترغب إسرائيل في تقسيم سوريا لمنع ظهور قوة معادية مهيمنة تهدد أمنها، في حين تواصل الولايات المتحدة دعم المجموعات الكردية وتكثيف حملتها ضد الجماعات التي صنفتها إرهابية.

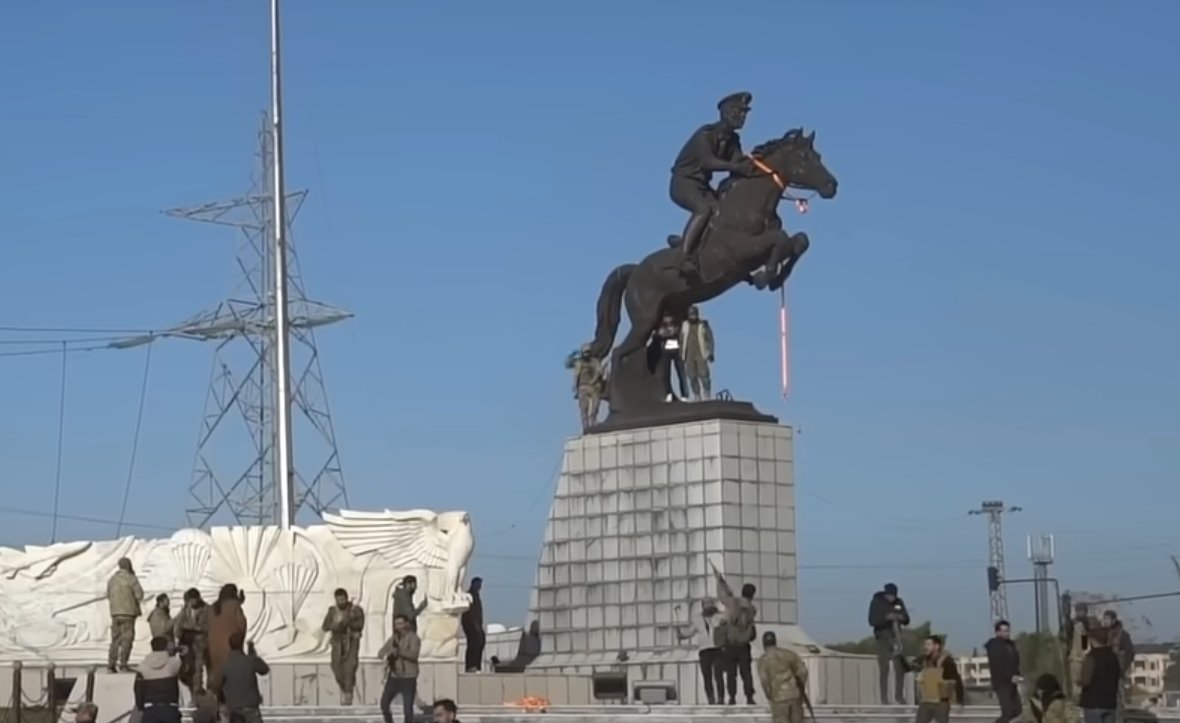
مقاتلو المعارضة السورية يسقطون تمثال باسل الأسد في حلب.

كان نظام الأسد حليفًا استراتيجيًا لإيران وعضوًا بارزًا في محور المقاومة الذي تقوده إيران. وبعد سيطرة المتمردين على دمشق، اقتحمت السفارة الإيرانية وتمزيق صور قادة إيران، بينما غادر الدبلوماسيون الإيرانيون وقادة قوات القدس البلاد بسرعة. وأفاد العديد من السوريين بأنهم حملوا إيران وحزب الله مسؤولية دعم الأسد في حكمه القمعي. كما أن خسارة سوريا أعاقت خطوط الإمداد الإيرانية إلى حزب الله في لبنان، مما أثر على قوته وقلل من التأثير الاستراتيجي لإيران في المنطقة.
من جانب آخر، اعتبرت وسائل الإعلام الغربية أن سقوط الأسد ألحق ضررًا بالسياسة الخارجية الروسية، حيث كشف عن تزايد صعوبة بوتين في الحفاظ على حلفاء روسيا في إفريقيا (مثل مالي، بوركينا فاسو والنيجر). وكان المراقبون يرون أن هذا الحدث سيؤثر أيضًا على استراتيجية بوتين في أوكرانيا بعد انسحاب القوات الروسية من سوريا، وكذلك على تأثير روسيا في أمريكا اللاتينية وإفريقيا.
قارن العديد من الصحفيين الغربيين، والأكاديميين، والمحللين الجيوسياسيين سقوط نظام الأسد بسقوط جدار برلين في 1989. وقال ميسام كريم جعفري، الصحفي المرتبط بالحرس الثوري الإيراني، لصحفيين من صحيفة نيويورك تايمز: "سقط جدار برلين للوحدة في محور المقاومة."